# Liste von Persönlichkeiten der Stadt Lüneburg
Die Liste von Persönlichkeiten der Hansestadt Lüneburg enthält die Listen der Ehrenbürger, der Liste der Söhne und Töchter der Stadt, die in Lüneburg geboren sind, und die der weiteren Persönlichkeiten, die in der Stadt gewirkt haben.
Die Auflistungen erfolgen
- nach dem Datum der Zuerkennung bei den Ehrenbürgern,
- chronologisch bei den Söhnen und Töchtern der Stadt und
- alphabetisch bei den Weiteren Persönlichkeiten

## Ehrenbürger

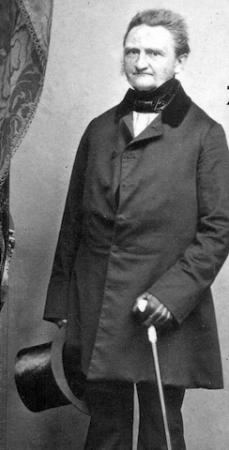
Georg Theodor Meyer, Ehrenbürger 1832

Die Archive der Stadt verzeichnen erst ab 1800 die Aufnahme von Ehrenbürgern.
- 1832: Georg Theodor Meyer (1798–1870), Rechtsanwalt, liberaler Abgeordneter und Minister, Senator
- 1832: Johann Rudolf Christiani (1761–1841), Superintendent und Begründer der ersten Volksschule in Lüneburg (1816)
- 1832: Ernst Langrehr (1802–1863), Jurist und Dichter („Isidor Bürger“)
- 1900: Geheimer Justizrat Carl Gravenhorst (1837–1913), für 25 Jahre ehrenamtliche Tätigkeit im Bürgervorsteherkollegium
- 1906: Senator Johannes Reichenbach (1836–1921), für ehrenamtliche Tätigkeit im Bürgervorsteherkollegium und als Senator
- 1918: Generalfeldmarschall Paul von Hindenburg (1847–1934), für seine Verdienste im Ersten Weltkrieg
- 1937: Gauleiter Otto Telschow (1876–1945) (Aberkennung der Ehrenbürgerschaft durch den Rat der Stadt Lüneburg am 19. April 2007)[2]
- 1956: William A. Watt (Thomasville, USA), für seine Unterstützung Lüneburgs nach dem Zweiten Weltkrieg
- 1984: Johannes Eisenbeiss (Hamburg), für die Förderung der Wirtschaft Lüneburgs und Mäzenatentum
- 1984: Oberbürgermeister Mitsuji Tani (Naruto, Japan), für die Völkerverständigung
- 1986: Bürgermeister Jean Fonteneau (Clamart, Frankreich), für die Völkerverständigung
- 1998: Unternehmer-Ehepaar Lucia Pfohe (1919–2008) und Hans Pfohe (1918–2004), Unternehmer, für Mäzenatentum
- 1998: Helga Schuchardt (* 1939), Ingenieurin und Ministerin, für die Bemühungen um die Gründung der Universität
- 2017: Henning J. Claassen (* 1944), Unternehmer; schuf durch Ansiedlung zahlreicher Unternehmen viele Arbeits- und Ausbildungsplätze in Lüneburg; Einsatz für historisches Wasserviertel und dessen denkmalgeschützter Bausubstanz, hohes soziales Engagement

## Söhne und Töchter der Stadt

### Bis 1800
- Albert von der Möhlen I. (1260–1349), Lüneburger Bürgermeister
- Johannes Dicke III. († 1352), Lüneburger Bürgermeister
- Hartwig II. von der Sültzen (Geburts- und Sterbedatum nicht nachweisbar), Lüneburger Ratsherr und Bürgermeister
- Konrad von Soltau (um 1350–1407), katholischer Theologe, Universitätsrektor und Bischof
- Heinrich Viskule IV. (nach 1358–1438/39), Lüneburger Bürgermeister
- Heinrich von der Möhlen († 1371), Lüneburger Ritter und Bürgermeister
- Albert von der Möhlen V. (vor 1361–1425), Lüneburger Ritter und Bürgermeister
- Heinrich Bere († 1434), Lüneburger Bürgermeister
- Nikolaus von Grönhagen († 1438), Lüneburger Bürgermeister
- Gottfried Lange (≈1425–1458), Domherr in Lübeck und Bardowiek, als Gottfried II. Bischof von Schwerin
- Heinrich Lange († 1466), Lüneburger Bürgermeister und Chronist
- Albert von der Möhlen († 1480), Lüneburger Bürgermeister
- Heinrich Brömse (1440–1502), Lübecker Bürgermeister
- Lutke von Dassel (1474–1537), Lüneburger Bürgermeister
- Nikolaus Bardewik (1506–1560), Lübecker Bürgermeister
- Lucas Bacmeister der Ältere (1530–1608), Theologe und Kirchenliedkomponist
- Hartwig Schmidenstet (1539–1595), Rhetoriker
- Andreas Crappius (1542–1623), Kirchenliedkomponist
- Hartwig von Dassel (1557–1608), Jurist, Kaiserlicher und Erzherzöglicher Österreichischen Rat
- Leonhard von Elver (1564–1631), Jurist und Lüneburger Bürgermeister
- Johannes Bisterfeld (1568–1618), Professor für reformierte Theologie und Philosophie, Rektor der Hohen Schule Herborn
- Peter Finxius (1573–1624), Mediziner
- Johannes Schultz (1582–1653), Komponist
- Hieronymus Stephan von Elver (1584–1624), Reichshofrat, kaiserlicher Gesandter und Schriftsteller
- Albrecht von Dassel (1602–1657), Ratsherr der Hansestadt Lübeck
- Christian Hoburg (1607–1675), Theologe und Mystiker
- Johann Bacmeister der Jüngere (1624–1686) Professor für Medizin und Mathematik sowie Leibarzt
- Georg Niehenck (1628–1714), Theologe
- Georg von Dassel (1629–1687), Lüneburger Bürgermeister
- Franz Joachim Burmeister (1633–1672), Theologe und Dichter
- Johann Georg Ebeling (1637–1676), Johanniter, Kirchenlieder-Komponist („Die güldne Sonne voll Freud und Wonne“, Text von Paul Gerhardt)
- Caspar Sagittarius (1643–1694), Historiker und Hochschullehrer
- Jakob Dornkrell ab Eberhertz (1643–1704), evangelischer Theologe, Gründer einer Druckerei, war 1690–1700 Probst in Gülzow im Landkreis Cammin i. Pom.[3]
- Johann Caspar von Völcker (1655–1730), Ingenieur, Architekt, Braunschweiger Festungsbaudirektor und Generalmajor
- Peter Christoph Geier (vor 1682–1713), Rats- und Glockengießer in Lübeck
- Georg Burkhard Lauterbach (1683–1751), Bibliothekar an der Herzog August Bibliothek in Wolfenbüttel
- Johann Wilhelm Reinbeck (1691–1764), Jurist, Amtmann in Neuhaus
- Nicolaus Ehrenreich Anton Schmid (1717–1785), Goldschmied, Mechaniker und Autor
- Ludwig Albrecht Gebhardi (1735–1802), Historiker und Bibliothekar
- Christian Rickmann (1741–1772), Mediziner und Pionier der Sozialmedizin
- Johann Abraham Peter Schulz (1747–1800), Johanniter, Komponist und Dirigent (Der Mond ist aufgegangen; Ihr Kinderlein, kommet)
- Georg Heinrich Nieper (1748–1841), Jurist und Vizepräsident der Provinzialregierung im Königreich Hannover
- Johann Gottlieb Lindemann (1757–1829), evangelisch-lutherischer Pfarrer und Autor
- Pavel Brjullo (1760–1833), russischer Bildhauer und Maler an der Kaiserlichen Kunstakademie Sankt-Petersburg, französischer Abstammung, geboren in Lüneburg, Vater von Karl Pawlowitsch Brjullow
- Wilhelm Georg Krüger (1774–1835), Pastor, Pädagoge und Literat
- Johann von Dassel (1781–1859), Politiker, Justizbürgermeister in Lüneburg
- Georg Wilhelm Müller (1785–1843), Geodät, Major der Artillerie, Lehrer an der hannoverschen Militärakademie und Mitarbeiter von Carl Friedrich Gauß
- Gustav Heinrich Selig (1791–1862), Befreiungskämpfer und Verwaltungsjurist
- Christian Ernst Kollmann (1792–1855), Buchhändler und Verleger
- Johanna Stegen (1793–1842), Symbolfigur des deutschen Nationalismus („Heldenmädchen von Lüneburg“)
- Wilhelm Friedrich Volger (1794–1879), Rektor des Johanneums, Archivar, Bibliothekar und Historiker
- Christian Wilhelm Lindemann (1798–1867), Jurist, Oberbürgermeister von Lüneburg und Innenminister des Königreichs Hannover
- Georg Theodor Meyer (1798–1870), Johanniter, Jurist, Abgeordneter in der Paulskirche 1848, 1850/51 Kultusminister im Kgr. Hannover
- Wilhelm Theodor Kraut (1800–1873), Rechtswissenschaftler und Hochschullehrer

### 1801 bis 1900
- Wilhelm Franz Francke (1803–1873), Rechtswissenschaftler und Hochschullehrer
- Alexander von Arentschildt (1806–1881), hannoverscher und preußischer Generalleutnant
- Eduard Krüger (1807–1885), Musikwissenschaftler, Komponist und Hochschullehrer
- Theodor Schuster (1808–1872), Jurist und Arzt, als Revolutionär einer der führenden Vertreter des Bundes der Geächteten
- Georg Gottlieb Schirges (1811–1879), Apotheker, Schriftsteller und Journalist; Mitbegründer der Hamburger Arbeiterbewegung
- Heinrich Ringklib (1819–1886), Statistiker, Kalkulator und Klosterverwalter
- Otto Ernst Hartmann (1822–1877), Rechtswissenschaftler und Hochschullehrer
- Otto Volger (1822–1897), Geologe, Mineraloge
- Rudolf von Bennigsen (1824–1902), Johanniter, Politiker, Mitbegründer des Deutschen Nationalvereins, Vorsitzender der Nationalliberalen im Reichstag
- Georg Dietrich August Ritter (1826–1908), Mathematiker und Astrophysiker
- Karl Kraut (1829–1912), Chemiker, Hochschullehrer, Geheimer Regierungsrat
- Georg Keferstein (1831–1907), Oberbürgermeister von Lüneburg
- Ernst Heinrich Ehlers (1835–1925), Zoologe und Hochschullehrer
- Otto Peters (1835–1920), Maler
- Wilhelm von Düring (1836–1907), Jurist, Landrat des Kreises Münden, Rittergutbesitzer
- Carl Gravenhorst (1837–1913), geheimer Justizrat und Rechtsanwalt, geb. in Carrenzien/Krs. Bleckede – Amt Neuhaus, Johanniter, 1900 Ehrenbürger von Lüneburg; 46 Jahre im Bürgervorsteher-Kollegium, davon 38 Jahre als „Wortführer“
- Louis Böhmer (1843–1896), deutsch-amerikanischer Gartenbauwissenschaftler
- Hans von Hammerstein-Loxten (1843–1905), Politiker, preußischer Innenminister
- Bernhard Schneider (1843–1907), deutsch-US-amerikanischer Maler und Fotograf
- August Egbert von Derschau (1845–1883), Jurist und Romanschriftsteller
- Georg Haccius (1847–1926), evangelischer Theologe, Direktor der Hermannsburger Mission
- Gustav von Hoppenstedt (1847–1918), preußischer General (Feldartillerie)
- Otto von Lauenstein (1857–1916), preußischer General (Feldartillerie)
- Wilhelm Bornemann (1858–1946), evangelischer Theologe und Kirchenlieddichter
- Hans Görges (1859–1946), Elektrotechniker, Hochschullehrer in Dresden
- Wilhelm Bode (1860–1927), evangelischer Pfarrer, Genossenschaftsgründer und Naturschützer
- Adelheid von Bennigsen (1861–1938), Frauenrechtlerin
- Emma Böhmer (1861–1943), Schriftstellerin
- Hans Reichenbach (1864–1937), Hygieniker und Hochschullehrer
- Charlotte Huhn (1865–1925), Opernsängerin
- Wilhelm Schulz (1865–1952), Karikaturist, Maler und Dichter
- Adolf Jenckel (1870–1958), Chirurg
- Hermann Matthies (1871–1911), Architekt
- Emanuel Voß (1873–1963), Opernsänger, Intendant und Theaterdirektor
- Julius Bode (1876–1942), evangelischer Pastor und Politiker
- Hugo Röttcher (1878–1942), Architekt und Eisenbahnbaubeamter
- Hermann Jacobsohn (1879–1933), Johanniter, Sprachwissenschaftler (Universität Marburg)
- Hermann Rose (1879–1943), Jurist, Regierungspräsident und Politiker (DVP)
- Otto Wolter-Pecksen (1882–1954), Arzt, SS-Sturmbannführer; als KZ-Arzt im Konzentrationslager Moringen tätig
- Henry Heinemann (1883–1958), Tropenmediziner, ab 1950 Niederländer
- Hermann Voss (1884–1969), Kunsthistoriker und Museumsdirektor
- Hans Holthey (1885–1983), Architekt
- Anna Jacobson (1888–1972), Germanistin
- Fritz Heinemann (1889–1970), Johanniter, Philosoph (Frankfurt), nach Emigration 1937 in Oxford
- Richard von Börstling (1892–1984), Sinologe und Diplomat
- Conrad Engelhardt (1898–1973), Marineoffizier, zuletzt Konteradmiral im Zweiten Weltkrieg und Deutscher Seetransportchef Italien
- Friedrich Müller (1900–1975), Klassischer Philologe, Hochschullehrer

### 1901 bis 1950
- Botho von Wussow (1901–1971), Diplomat und zur Zeit des Nationalsozialismus Mitglied der Widerstandsgruppe Kreisauer Kreis
- Hasso von Bismarck (1902–1941), Bobsportler, Olympiateilnehmer 1932
- Heinrich Braune (1904–1990), Journalist
- Wilhelm Stephan (1906–1994), Dirigent, Musikinspizient der Bundeswehr
- Jean Leppien (1910–1991), Maler; Studium am Bauhaus, Schüler von Josef Albers, Wassily Kandinsky und Paul Klee
- Karl-Heinz Müller (1911–1993), SS-Obersturmbannführer, Leiter der Abteilung IV (Gestapo) in Toulouse
- Günter Dietz (1919–1995), Kunstdrucker, Erfinder eines Siebdruckverfahrens
- Bubi Aderhold (1924–2008), Jazzmusiker
- Gerhard Dierssen (1925–2008), Fotojournalist und Autor[4]
- Niklas Luhmann (1927–1998), Johanniter, Soziologe (Universität Bielefeld), Begründer der soziologischen Systemtheorie („Theorie der Gesellschaft“)
- Renate Heuer (1928–2014), Germanistin
- Rolf Meyn (1930–2013), Maler und Grafiker
- Harald Witthöft (1931–2023), Historiker
- Hermann Appel (1932–2002), Kraftfahrzeugingenieur und Hochschullehrer
- Heinz Friedrich Meyer (1933–2004), Handweber und Dozent
- Immo von Kessel (1934–2011), Diplomat
- Hans Jürgen Koch (1934–2014), Redakteur und Autor
- Manfred Willms (1934–2024), Ökonom und Hochschullehrer
- Klaus Alpers (1935–2022), Klassischer Philologe
- Hans Dieter Meyer (1936–2015), Jurist und Versicherungsfachmann
- Uwe Hansen (1939–2014), Rechtswissenschaftler
- Uwe Hüffer (1939–2012), Jurist und Hochschulprofessor
- Detlev Ganten (* 1941), Mediziner, Mitglied des Nationalen Ethikrates, seit 2004 Vorstandsvorsitzender der Charité Berlin
- Dirk Hansen (* 1942), ehemaliger Bundestagsabgeordneter (FDP) und Vizepräsident der Bundeszentrale für politische Bildung
- Pit Müller (1942–2017), Jazzmusiker
- Henning J. Claassen (* 1944), Gründer und Verwaltungsratvorsitzender der Impreglon SE
- Edmund Gleede (1944–2023), Theaterregisseur und Dramaturg
- Klaus H. Leprich (* 1945), Bundesvorsitzender des BDZ – Deutsche Zoll- und Finanzgewerkschaft von 2001 bis 2014
- Nick Benjamin, geb. Lutz Jörg Nicolai (1946–2018), Sänger, Moderator und Schauspieler
- Christine Jachmann (* 1946), Architektin
- Annegret Soltau (* 1946), Künstlerin
- Manfred Harder (1947–2018), DFB-Bundesligaschiedsrichter, 54 Bundesliga-, 44 Zweitligaspiele
- Henning Luther (1947–1991), evangelischer Theologe, Hochschullehrer
- Ina Barfuss (* 1949), Künstlerin
- Ulrich Fischer (1949–2020), Theologe und Landesbischof der Evangelischen Landeskirche in Baden
- Hugo Meyer (1949–2015), Klassischer Archäologe und Kunsthistoriker
- Michael R. Krätke (* 1949), Politikwissenschaftler und Hochschullehrer

### Ab 1951
- Rolf-Dieter Krause (* 1951), Fernsehjournalist
- Wolfgang Brüschke (* 1951), Brigadegeneral des Heeres
- Matthias Stauch (* 1951), Jurist, Staatsrat in Bremen
- Detlef Franke (1952–2007), Ägyptologe
- Christhard Hoffmann (* 1952), Historiker und Hochschullehrer
- Antje Niewisch-Lennartz (* 1952), Richterin und Politikerin (B’90/Grüne); von 2013 bis 2017 Justizministerin des Landes Niedersachsen
- Holger Senne (1953–2013), Jurist und Hochschullehrer
- Kai-Uwe Bielefeld (* 1954), Verwaltungsbeamter und Politiker (parteilos)
- Andreas M. Heinecke (* 1954), Informatiker und Hochschullehrer
- Thomas Leinkauf (* 1954), Philosoph an der Westfälischen Wilhelms-Universität
- Rainer Schmalz-Bruns (1954–2020), Politikwissenschaftler und Hochschullehrer
- Manfred Ballmann (* 1955), Pädiater und Pneumologe
- Ulrich Hagenah (1956–2022), Bibliothekar
- Ingeborg Harms (* 1956), Journalistin, Literaturwissenschaftlerin und Schriftstellerin
- Thomas Berg (* 1957), Anglist und Hochschullehrer
- Frank Sirocko (* 1957), Geologe, Paläoklimatologe und Hochschullehrer
- Katrin Reemtsma (1958–1997), Ethnologin und Menschenrechtsaktivistin
- Anke Abraham (1960–2017), Sportwissenschaftlerin und Soziologin
- Christoph Meyer (* 1960), Regisseur, Theaterleiter, Generalintendant
- Heinrich Schlange-Schöningen (* 1960), Althistoriker, Professur in Saarbrücken (Saarland)
- Ralf Sievers (* 1961), Fußballspieler, Bronzemedaillengewinner bei den Olympischen Spielen 1988
- Matthias Leja (* 1962), Schauspieler
- Eckhard Pols (* 1962), Politiker (CDU)
- Detlev Schulz-Hendel (* 1962), Politiker (B’90/Grüne), Mitglied des Landtags Niedersachsen
- Tanja Schumann (* 1962), Schauspielerin
- Mathias Jeschke (* 1963), Verlagslektor und Schriftsteller
- Carsten Schmidt (* 1963), Manager
- Andreas Herder (1964–2018), Schauspieler
- Matthias Schulz (* 1964), Historiker und Hochschullehrer
- Joachim Braun (* 1965), Journalist
- Brigitte Haar (1965–2019), Rechtswissenschaftlerin und Hochschullehrerin
- Corinna Rückert (* 1965), Kulturwissenschaftlerin und Autorin
- Volker-Gerd Westphal (* 1965), politischer Beamter (SPD)
- Björn Peter Böer (* 1966), Journalist und Hochschullehrer
- Frank Godt (* 1966), Szenenbildner
- Heiko Blume (* 1967), Jurist, Politiker (CDU) und Landrat des Landkreises Uelzen
- Andreas Bruhn (* 1967), Sänger, Gitarrist, Musikproduzent und Komponist
- Hilke Petersen (* 1967), Journalistin und Fernsehmoderatorin
- Marco Börries (* 1968), Gründer von Star Division und Erfinder von StarOffice
- Ilka Brüggemann (* 1968), Journalistin, Radiomoderatorin und niederdeutsche Autorin
- Sebastian Niemann (* 1968), Regisseur und Drehbuchautor
- Friedrich von Mansberg (* 1969), Dramaturg und Sänger (Tenor)[5]
- Thorben Albrecht (* 1970), beamteter Staatssekretär im Bundesministerium für Arbeit und Soziales
- Matthias Rose (* 1970), Fußballspieler
- Florian Voß (* 1970), Schriftsteller
- Patricia Pantel (* 1971), Moderatorin; Radio: FRITZ, You FM ehem. hr-XXL (HR); Fernsehen: Loveparade, Kanzlerbungalow (WDR), Channel 4 (GB) usw.
- Mirko Reisser (DAIM) (* 1971), Graffitikünstler
- Patrick Wirbeleit (* 1971), Illustrator, Comicautor und -zeichner
- Jenny Elvers (* 1972), Schauspielerin, Moderatorin und Autorin
- Alexis Krüger (* 1972), Sprecher und Puppenspieler
- Jan Böttcher (* 1973), Schriftsteller und Musiker
- Trooper Da Don (* 1973), Rapper und Schauspieler
- Martin Lechner (1974), Autor
- Jan-Philipp Müller (* 1975), Journalist und Fernsehmoderator
- Julia Heesen (* 1976), Juristin und politische Beamtin
- Jan Münster (* 1979), Eishockeytorwart
- Katarina Waters (* 1980), britische Wrestlerin
- Jakob Dreyer (* 1981), Jazzmusiker
- Christian Meyer (* 1982), Moderator, Musiker, Kleinkünstler und Autor
- Stephan Schilling (* 1982), Politiker
- Marlene Löhr (* 1985), Politikerin
- Marie-Madeleine Krause (* 1986), Schauspielerin und Musikerin
- Claudia Neben (* 1989 oder 1990), die erste U-Bootkommandantin der Bundesmarine
- Josephine Assmus (* 1990), Politikerin (Bündnis 90/Die Grünen)
- Jannik Scharmweber (* 1990), Schauspieler und Model
- Lukas Akintaya (* 1991), Jazzmusiker
- Lukas Anderer (geb. Pfeiffer; * 1991), Fußballtrainer
- Tilman Pörzgen (* 1993), Schauspieler
- Phil Hungerecker (* 1994), Eishockeyspieler
- Ole Humpich (* 1995), Bremer Politiker (FDP)
- Jorrit Bosch (* 1997), Politiker (Die Linke)
- Leon Hungerecker (* 1998), Eishockeytorwart
- Meret Ossenkopp (* 1998), Handballspielerin
- Calvin Brackelmann (* 1999), Fußballspieler
- Phil Sieben (* 1999), Fußballspieler
- Luca Menke (* 2000), Fußballspieler
- Niclas Dühring (* 2004), Fußballspieler
- Hanna-Marie Hofmann (* 2004), Schauspielerin

## Weitere Persönlichkeiten
- Erdal Akdari (* 1993), Fußballprofi
- Dietrich von Amsberg (1937–2021), von 1977 bis 2002 Kirchenmusikdirektor an St. Johannis
- Joachim von Amsberg (* 1964), Schüler, Jugendpolitiker und Unternehmer in Lüneburg 1977–1988, Weltbank und AIIB Vizepräsident
- Johann Sebastian Bach (1685–1750), Schüler an St. Michaelis von 1700 bis 1702
- Anna Bauseneick (* 1991), Politikerin (CDU), Ratsfrau in Lüneburg
- Maximilian Beister (* 1990), Fußballprofi
- Jan Bender (1909–1994), Kirchenmusiker;  nach dem Zweiten Weltkrieg bis 1960 Organist an St. Michaelis
- Georg Böhm (1661–1733), Kantor an St. Johannis
- Max Bräuner (1882–1966), Psychiater und Direktor der Landes-Heil- und Pflegeanstalt Lüneburg, der während der Zeit des Nationalsozialismus an Euthanasieverbrechen beteiligt war
- Johannes Buno (1617–1697), Pädagoge und Theologe, Rektor der Michaelisschule, Pastor bei St. Michaelis
- Willer Crowell († 1401), Vorsteher der Lüneburger Kanzlei
- Andreas Ebel (* 1968), Chefredakteur der Ostsee-Zeitung; studierte in Lüneburg Betriebswirtschaftslehre
- Christian Flor (1626–1697), Komponist und Organist; von 1676 bis zu seinem Tode Organist an St. Johannis
- Friedrich Funcke (1642–1699), Geistlicher, Kantor und Komponist; von 1664 bis 1694 Kantor an der St.-Johannis-Schule
- Frieder Gadesmann (1943–2014), evangelischer Theologe und Erziehungswissenschaftler (Einwohner von 1968 bis 1971)
- Tobias Gravenhorst (* 1962), von 1994 bis 2008 Kantor an St. Michaelis, jetzt Domkantor in Bremen
- Volker Gwinner (1912–2004), von 1957 bis 1977 Kantor an St. Johannis und Professor an der Musikhochschule Hannover
- Heinrich Heine (1797–1856), Besuche bei seinen Eltern 1822 bis 1826 (Heinrich-Heine-Haus)
- Hans Heintze (1911–2003), Kantor an St. Johannis, später Domkantor in Bremen
- Werner Hoppenstedt (1883–1971), Direktor des kulturwissenschaftlichen Institutes der Kaiser-Wilhelm-Gesellschaft
- Johann Christopher Jauch (1669–1725), Superintendent zu Lüneburg, Autor
- Richard Kampf (1859–1919), Architekt, von 1890 bis 1919 Stadtbaumeister in Lüneburg
- Karl Friedrich August Kühns (1808–1888), Gründer der Handelsschule zu Lüneburg
- Johann Jacob Löwe (1629–1703), Organist, Komponist und Hofkapellmeister; von 1682 bis zu seinem Tode Organist an St. Nicolai
- Karl Reinhold Mai (* 1951), Bankmanager und Vorstandsvorsitzender der Sparkasse Lüneburg
- Boldewin von Marenholtz († 1532), Theologe, letzter katholischer Abt des Michaelisklosters in Lüneburg, baute für Lüneburg eine Wasserkunst
- Johann Wilhelm Petersen (1649–1727), Theologe, Mystiker und Chiliast
- Curt Pomp (1933–2023), Gründer des „Arbeitskreises Lüneburger Altstadt“
- Karl Rathgeber (* 1950), Kirchenmusiker, Chorleiter und Hochschullehrer; Leiter der städtischen Musikschule Lüneburg (1984–92)
- Hermann Reinmuth (1902–1942), Jurist und Widerstandskämpfer
- Urbanus Rhegius (1489–1541) Reformator, ab 1531 in Lüneburg tätig
- Bernhard Riemann (1826–1866), Mathematiker (Riemannsches Integral)
- Thomas Ring (* 1961), Polizeipräsident der Polizeidirektion Lüneburg
- Caspar Sagittarius (1597–1667), Rektor des Martineum und Hauptpastor bei St. Johannis
- Georg Wilhelm Dietrich Saxer († im März 1740), Organist an St. Lamberti, 1734 bis 1737 Organist an St. Johannis
- Sigismund Scherertz (1584–1639), Superintendent und Schriftsteller
- Johann Christoph Schmügel (1727–1798), 1758 bis 1766 Organist an St. Johannis
- Fritz Schumacher (1869–1947), Architekt, Stadtplaner, Baubeamter und Hochschullehrer
- Ralf Sievers (* 1961), Fußballprofi, 232 Bundesligaspiele
- Michael Sodtke (* 1967), Herausgeber und Chefredakteur der in Lüneburg erscheinenden Thorner Nachrichten
- Christoph Steiner (* 1952), Chefredakteur der in Lüneburg erscheinenden Landeszeitung für die Lüneburger Heide (LZ)
- Joachim Vogelsänger (* 1958), Kantor und Kirchenmusikdirektor an St. Johannis
- Ernst Wallhöfer (1907–1992), ab 1950 Oberkreisdirektor in Lüneburg
- Klaus Wegenast (1929–2006), Professor für Evangelische Theologie, Pädagogische Hochschule Lüneburg
- Jörg W. Ziegenspeck (* 1941), Professor für Psychologie und Erziehungswissenschaften an der Leuphana Universität Lüneburg
- Ziggy X, Techno-DJ